# Prodontria lewisi
Prodontria lewisi é uma espécie de escaravelho da família Scarabaeidae.
É endémica da Nova Zelândia.